# 25704 Kendrick
25704 Kendrick (tên chỉ định: 2000 AO128) là một tiểu hành tinh vành đai chính. Nó được phát hiện bởi dự án Nghiên cứu tiểu hành tinh gần Trái Đất Lincoln ở Socorro, New Mexico, ngày 5 tháng 1 năm 2000. Nó được đặt theo tên Alexander Kent Kendrick, an American high school student whose electrical và mechanical engineering project won first place ở the 2009 Giải thưởng Khoa học và Kỹ thuật Intel.